# Euagathis pallidipes
Euagathis pallidipes är en stekelart som först beskrevs av Cameron 1908.  Euagathis pallidipes ingår i släktet Euagathis och familjen bracksteklar. Inga underarter finns listade i Catalogue of Life.